# Tecomán
Tecomán ist eine Stadt im mexikanischen Bundesstaat Colima und Verwaltungssitz des gleichnamigen Municipio. Tecomán bezeichnet sich selbst als die Welthauptstadt der Limette, da die Wirtschaft vor allem vom Anbau der Limetten geprägt ist. Tecomán ist mit seinen rund 85.000 Einwohnern die größte Ortschaft an der Autobahn zwischen Manzanillo und Colima.

## Söhne und Töchter
- Crispin Ojeda Márquez (* 1952), römisch-katholischer Geistlicher, Bischof von Tehuantepec